# Nesasio solomonensis
Nesasio solomonensis là một loài chim trong họ Strigidae.